# 평원왕
평원왕(平原王(성휘: 고양성(高陽成)), 생년(대략 548년경? 이후 또는 551년경? 또는 552년경? 또는 557년? 4월경 이전 출생 추정) 미상~590년 10월, 재위: 559년 3월~590년 10월)은 고구려의 제25대 국왕이다. 평강상호왕(平崗上好王)이라고도 하며, 휘는 양성(陽成)이고, 양원왕의 장남이다. 담력이 있어, 말타고 활쏘기를 잘했다. 또한 재위 초 국상을 지냈던, 거문고 연주 음악가 겸 정치인 왕산악(王山岳)의 보필을 족히 받았다 전해진다.
대외관계 성공에는 평원왕대 왕권이 상대적으로 강화되었기에, 그 기능이 가능하였다. 이는 양원왕대 외척을 제거하고 반란을 진압하는 등 제법 왕권을 다져놓은 기반이 있었기 때문이다. 평원왕은 담력과 무사적 기질을 갖춘 군주였다. 이러한 역량을 바탕으로 고구려는 안팎의 위기에 흔들리지 않고 대처해 나갈 수 있었고, 대내적으로는 정국의 안정화를 이끌고 대외적으로는 6세기 후반 동아시아 국제정세의 급격한 변화 속에서 다방면의 대응책을 모색했던 군주로서 높은 평가를 받고 있다.

## 생애
양원왕 재위 13년인 557년에 태자로 책봉되었고 559년에 즉위하였다. 중국의 진, 수, 북제, 후주를 위시해 제국과 친교했고 586년 장안성으로 천도하였다.
평원왕의 재위는 수가 대륙을 통일하고 점차 고구려를 압박하던 시기이자 나제동맹이 깨어져서 삼국이 대립하던 시기이며, 온달 장군과 평강공주 설화의 바탕된 시기이기도 하다.
평원왕은 재위 7년인 565년에 왕자 원(元)을 태자로 삼았고 586년에 장안성(평양성)으로 천도했다.
570년, 평원왕은 왜(일본)에 사신을 보내어 왜(일본)와 화친을 맺었다.
평원왕 재위때, 북주의 무제가 고구려를 침략했으나 온달의 공으로 북주군을 물리쳤다.
589년 중국 대륙에서 수가 남조의 진나라를 멸망시켜 중국 대륙을 통일하자 평원왕은 수가 고구려를 공격하리라고 우려하여 군사력을 강화했다. 재위 32년인 590년에 죽었다.

## 가계
- 아버지 : 양원왕(陽原王) - 제24대 국왕
- 어머니 : 미상
  - 부인 : 미상
    - 장남: 영양왕(嬰陽王) - 제26대 국왕
    - 장녀: 평강공주(平岡公主) - 온달(溫達)의 부인

  - 부인 : 미상
    - 차남: 영류왕(榮留王) - 제27대 국왕
    - 3남: 대양(大陽) - 대양왕(大陽王). 제28대 국왕 보장왕의 아버지

## 평원왕이 등장하는 작품
- 《달이 뜨는 강》 (KBS, 2021년, 배우:김법래)
- 2004년 개봉한 영화 <여고생 시집가기>에서는 배우 원상연이 연기했다.
- 천하무적 KBS, 2009~2009 배우:길용우

## 기년, 연호
| 평원왕 | 원년   | 2년    | 3년    | 4년    | 5년    | 6년    | 7년    | 8년    | 9년    | 10년   | 11년   | 12년   | 13년   | 14년   | 15년   | 16년   | 17년   | 18년   | 19년   | 20년   |
| 서력   | 559년  | 560년  | 561년  | 562년  | 563년  | 564년  | 565년  | 566년  | 567년  | 568년  | 569년  | 570년  | 571년  | 572년  | 573년  | 574년  | 575년  | 576년  | 577년  | 578년  |
| 단기   | 2892년 | 2893년 | 2894년 | 2895년 | 2896년 | 2897년 | 2898년 | 2899년 | 2900년 | 2901년 | 2902년 | 2903년 | 2904년 | 2905년 | 2906년 | 2907년 | 2908년 | 2909년 | 2910년 | 2911년 |
| 간지   | 기묘   | 경진   | 신사   | 임오   | 계미   | 갑신   | 을유   | 병술   | 정해   | 무자   | 기축   | 경인   | 신묘   | 임진   | 계사   | 갑오   | 을미   | 병신   | 정유   | 무술   |
| 평원왕 | 21년   | 22년   | 23년   | 24년   | 25년   | 26년   | 27년   | 28년   | 29년   | 30년   | 31년   | 32년   |        |        |        |        |        |        |        |        |
| 서력   | 579년  | 580년  | 581년  | 582년  | 583년  | 584년  | 585년  | 586년  | 587년  | 588년  | 589년  | 590년  |        |        |        |        |        |        |        |        |
| 단기   | 2912년 | 2913년 | 2914년 | 2915년 | 2916년 | 2917년 | 2918년 | 2919년 | 2920년 | 2921년 | 2922년 | 2923년 |        |        |        |        |        |        |        |        |
| 간지   | 기해   | 경자   | 신축   | 임인   | 계묘   | 갑진   | 을사   | 병오   | 정미   | 무신   | 기유   | 경술   |        |        |        |        |        |        |        |        |

## 같이 보기
- 한국의 역사
- 온달
- 백제
  - 위덕왕 (554년~598년)
- 신라
  - 진흥왕 (540년~576년)
  - 진지왕 (576년~579년)
  - 진평왕 (579년~632년)
- 왜
  - 긴메이 천황 (539년~571년)
  - 비다쓰 천황 (572년~585년)
  - 요메이 천황 (585년~587년)
  - 스슌 천황 (587년~592년)
- 진
  - 진 세조 문제 (559년~566년)
  - 진 폐제 임해왕 (566년~568년)
  - 진 고종 효선제 (569년~582년)
  - 진 후주 (582년~589년)
- 북제
  - 북제 폐제 (559년~560년)
  - 북제 숙종 효소제 (560년~561년)
  - 북제 세조 무성제 (561년~565년)
  - 북제 후주 (565년~576년)
  - 북제 유주 (577년)
- 북주
  - 북주 세종 명제 (557년~560년)
  - 북주 고조 무제 (560년~578년)
  - 북주 고종 선제 (578년~579년)
  - 북주 정제 (579년~581년)
- 수
  - 수 고조 양제 (581년~604년)